# Małgorzata Jedynak-Pietkiewicz
Małgorzata Maria Pietkiewicz z domu Jedynak (ur. 29 marca 1945, zm. 28 maja 2013 w Warszawie) – polska dziennikarka muzyczna oraz kulturalna, współautorka programów telewizyjnych i filmów dokumentalnych, działaczka opozycji demokratycznej okresu PRL, kierownik Redakcji Muzycznej Telewizji Polskiej.

## Życiorys
Do momentu wprowadzenia stanu wojennego prowadziła w TVP, wspólnie z Bożeną Walter, program muzyczny Camerata. Po wprowadzeniu stanu wojennego, jako działaczka „Solidarności” w TVP usunięta z pracy, a następnie internowana w Gołdapi. W 1982 w ramach drugiego obiegu była jedną z realizatorek pierwszej kasety muzycznej rozpoczynającej cykl publikacji audio Oficyny Fonograficznej NOWA, pt. Zielona wrona. Po obradach okrągłego stołu uczestniczyła w organizacji kampanii wyborczej kandydatów Komitetu Obywatelskiego „Solidarność” w ramach telewizyjnego Studia „Solidarność”. W 1989 po wyborach kontraktowych do Sejmu i wolnych wyborach do Senatu, odzyskała pracę w TVP.
W TVP odpowiadała za organizację i transmisję koncertów symfonicznych, kameralnych, recitali, oper, baletów i festiwali. Do 2003 piastowała stanowisko kierownika Redakcji Muzycznej TVP, a następnie do 2009 była starszym redaktorem prowadzącym w Redakcji Artystycznej. Członkini International Music Centrum (IMZ) z siedzibą w Wiedniu. Specjalizowała się w twórczości Fryderyka Chopina, była sprawozdawczynią konkursów pianistycznych im. Fryderyka Chopina, współorganizatorką europejskiej transmisji Wieczorów Chopinowskich. 
W 1999 została odznaczona Srebrnym Krzyżem Zasługi, a w 2007 Krzyżem Kawalerskim Orderu Odrodzenia Polski. 
Była żoną polityka Antoniego Pietkiewicza.